# Wilhelm Brehm
Wilhelm Brehm (* 13. April 1907 in Marienwerder; † Januar 1945 in Bischofsburg) war ein deutscher römisch-katholischer Geistlicher und Märtyrer.

## Leben
Wilhelm Brehm besuchte das Gymnasium in Marienwerder und studierte Theologie am Lyceum Hosianum in Braunsberg sowie an der Universität München. Am 2. März 1930 wurde er zum Priester geweiht.
Die Stationen seines Wirkens waren: Vikar in Langwalde und in Tiedmannsdorf (Chruściel), dritter Kaplan an der Kathedralbasilika St. Jakob in Allenstein, nach zwei Studienjahren in Königsberg und Breslau (1933–1935) Präfekt in Elbing und schließlich Religionslehrer (Studienassessor) in Bischofsburg (zwischen Allenstein und Sensburg). Dort wurde er im Januar 1945 von Rotarmisten getötet. Er war 37 Jahre alt.

## Gedenken
Die Römisch-katholische Kirche in Deutschland hat Wilhelm Brehm als Märtyrer aus der Zeit des Nationalsozialismus in das deutsche Martyrologium des 20. Jahrhunderts aufgenommen.